# Friedrich Ernst Ludwig von Fischer

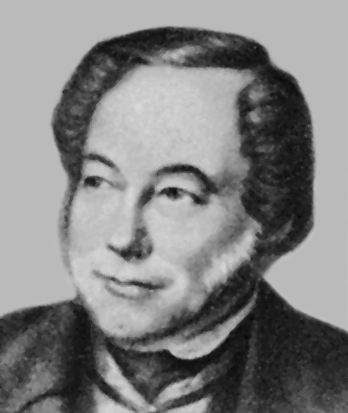
Friedrich Ernst Ludwig von Fischer

Friedrich Ernst Ludwig (von) Fischer, auch Ferdinand (und Fedor Bogdanović Fischer (Fišer), russ.: Фёдор Богданович фон Фишер) (* 20. Februar 1782 in Halberstadt; † 5. Junijul. / 17. Juni 1854greg. in Sankt Petersburg), war ein preußisch-russischer Botaniker. Sein offizielles botanisches Autorenkürzel lautet „Fisch.“

## Leben und Wirken
Sein Vater, Gottlob Nathanael Fischer, war ein Prediger, der ihn erzog. Zum Studium kam Fischer an die Universität von Halle. Beide Eltern starben damals sehr plötzlich. Er studierte Medizin und promovierte zum Doktor 1804 mit der Dissertation Specimen de Vegetabilium imprimis Filicum propagione. Da es ihn aber nicht danach zog, als Arzt zu praktizieren, gab er seiner Liebe zur Naturwissenschaft nach und nahm einen Posten als Direktor des Botanischen Gartens in Gorenki an. Friedrich Ernst Ludwig von Fischer leitete ab 1804 diesen Garten von Graf Alexei Kirillowitsch Rasumowski (1748–1822) bei Moskau.
Er publizierte dort über seltene Pflanzen aus Sibirien, bevor er 1808 einen Katalog der Pflanzen des Botanischen Gartens erstellte.
1821 unternahm er eine Reise durch Westeuropa und besuchte Institutionen in England, Frankreich und Deutschland. Zur Zeit seiner Rückkehr starb Graf Rasumowski. Er wurde dann 1823 durch Zar Alexander zum Direktor des Botanischen Gartens in Petersburg berufen. Von Fischer war von 1823 bis 1850 Direktor dieses Botanischen Gartens von Sankt Petersburg.
Vom Garten in Gorenki hatte er noch zahlreiches Material, mit dem er den Botanischen Garten in Petersburg bereichern konnte. Er organisierte diesen neu und bepflanzte ihn mithilfe von Samen, die er von seinen zahlreichen Korrespondenten erhalten konnte. Er war auch in die Begründung eines Herbariums und einer Bibliothek involviert. Er organisierte auch zahlreiche Expeditionen ins Innere Russlands zur Sammlung von Material. 1830 heiratete er die Tochter eines russischen Ministers M. von Struve. Mit ihr hatte er den Sohn Gustav Theodor Fischer. 1831 erschien seine Monographia Zygophyllearum.
Von 1835 bis 1845 brachte er zusammen mit Carl Anton von Meyer jährlich einen Index Seminum der Pflanzen des Botanischen Gartens heraus. Darin waren auch die Beschreibungen der neu erworbenen Arten besonders aus Sibirien enthalten. 1845 begann man das neue Palmenhaus fertigzustellen. Um diese Zeit gab er den Posten als Direktor ab. In seinen letzten Jahren arbeitete er für das Innenministerium als medizinischer Berater und veröffentlichte weiter taxonomische und floristische Arbeiten.

## Ehrungen
Seit 1819 war er korrespondierendes Mitglied der Russischen und seit 1832 der Preußischen Akademie der Wissenschaften. Im Jahr 1837 wurde er zum Mitglied der Leopoldina gewählt.
Er veröffentlichte zahlreiche wissenschaftliche Schriften; viele gemeinsam mit Partnern wie Carl Anton von Meyer. Außerdem war er Mitglied der Redaktion der von Louis van Houtte herausgegebenen botanischen Zeitschrift Flore des serres et des jardins de l’Europe.

### Nach Fischer benannte Taxa
Der deutsche Botaniker Kurt Sprengel benannte zu seinen Ehren die Pflanzengattung Fischera aus der Familie der Doldenblütler (Apiaceae).

## Werke (Auswahl)
- Beitrag zur botanischen Systematik. Gessner, Zürich 1812. (Digitalisat)
- Enumeratio plantarum novarum a cl. Schrenk lectarum, zusammen mit Carl Anton von Meyer. Petropoli 1841–1842. (Digitalisat Band 1)
- Sertum petropolitanum. Zusammen mit Carl Anton von Meyer. 1846–1852.
- Synopsis Astragalorum tragacantharum. 1853.

## Porträts
- Bildnis des Friedrich Ernst Ludwig (von) Fischer, nach dem Leben v. F. Krüger. // Druck v. Charles Fuchs, Hamburg, um 1845, 410 × 256 mm, (online, Digitaler Porträtindex, Bildarchiv Foto Marburg)
- Bildnis der Helene Fischer, nach dem Leben v. F. A. Hornemann. // Druck. v. Charles Fuchs, Hamburg, um 1845, 327 × 249 mm, (online, Digitaler Porträtindex, Bildarchiv Foto Marburg)